# Nemesnádudvar
Nemesnádudvar est un village et une commune du comitat de Bács-Kiskun en Hongrie.

## Histoire
La première mention du village date de 1432, sous le nom de Nádudvar. (Son nom actuel est utilisé depuis le début du XXe siècle.) À cette époque, il ne se trouvait pas à son emplacement actuel, mais dans la plaine. Le village fut dépeuplé pendant l'occupation turque en raison des combats dans la région. Plus tard, des colons serbes et slovaques arrivèrent, construisant un peu plus haut que précédemment, mais ils ne restèrent pas longtemps. Les Hongrois arrivés de terres aujourd'hui slovaques vers 1720 et les colons allemands arrivés en 1724 (25 familles) construisirent plus haut, à l'emplacement du village actuel. L'immigration allemande dura jusqu'en 1787.

Les premiers colons étaient principalement agriculteurs. La situation a fondamentalement changé aujourd'hui : si l'agriculture assure encore la subsistance d'un bon nombre d'habitants, la majorité de la main-d'œuvre provient d'entreprises de menuiserie récemment créées. C'est précisément grâce à ces entreprises que le chômage est négligeable, ce qui explique l'installation de personnes venues de l'étranger comme du pays.

## Villes jumelées
- Ada, Serbie
- Neibsheim (Bretten) Allemagne